# Георгій Соколов
Георгій Соколов (болг. Георги Соколов, 19 червня 1942 — 27 червня 2002) — болгарський футболіст, що грав на позиції нападника.
Більшу частину кар'єри провів у клубі «Левскі», з яким по два рази вигравав чемпіонат та Кубок Болгарії, а також національну збірну Болгарії, у складі якої був учасником чемпіонату світу і став автором історичного першого м'яча болгар на чемпіонатах світу, а також досі залишається наймолодшим дебютантом в історії своєї збірної. Нападник з чудовим контролем м'яча та дриблінгом вважається одним з найталановитіших болгарських футболістів всіх часів.

## Клубна кар'єра
Соколов розпочав свою футбольну кар'єру в клубі «Спартак» (Пловдив), який тренував його батько — легендарний воротар Апостол Соколов. Свій перший матч в групі «А» він провів восени 1957 року у віці 15 років і 5 місяців у матчі проти «Спартака», ставши таким чином наймолодшим гравцем в історії чемпіонату.
На початку 1958 року він перейшов до столичного клубу «Левскі», у складі якого дебютував 17 серпня того ж року в матчі проти лондонського «Челсі». Через два тижні дебютував за «Левскі» в Групі «А» в матчі зі «Спартаком» (Варна), коли йому було 16 років, 2 місяці та 12 днів і з сезону 1959/60 став основним гравцем команди. За цю команду він виступав протягом 11 сезонів, зіграв у 239 матчів на різних турнірах, в яких забив 83 голи. У 1965 і 1968 роках виграв чемпіонат Болгарії з командою, а у 1959 та 1967 роках — Кубок Радянської Армії. Соколов також забив перший гол команди в єврокубках; цей матч відбувся 12 вересня 1965 року в 1/16 фіналу в Кубку європейських чемпіонів проти шведської команди «Юргорден». Однак «Левскі» програв з рахунком 1:2.
У 1969 році, після об'єднання команд «Спартак» і «Левскі», Соколов був виключений з команди. Цьому послужив конфлікт з кураторами команди з МВС Болгарії, а також те, що він ніколи не був членом Комуністичної партії Болгарії, а його дід Златан Соколов був особистим телеграфістом короля Бориса III. Потім Соколов отримав пропозицію грати за софійський ЦСКА, проте Федерація футболу не дозволила цей трансфер і його кар'єра була зруйнована.
Надалі він грав за команди «Дунав», «Хасково» та «Академік», після чого закінчив свою кар'єру у віці 30 років.

## Виступи за збірну
Соколов зіграв ключову роль у юнацькій збірній Болгарії, яка виграла домашній чемпіонат Європи до 18 років у 1959 році. Він забив гол у першому матчі групового етапу команди проти Нідерландів (3:1), а потім відзначився у півфіналі проти Східної Німеччини (3:0) .
13 травня 1959 року дебютував в офіційних матчах у складі національної збірної Болгарії в товариському поєдинку проти Нідерландів (3:2), ставши у віці 16 років, 10 місяців та 27 днів наймолодшим дебютантом в історії болгарської збірної.
У складі збірної був учасником чемпіонату світу 1962 року у Чилі, зігравши дві гри, з Угорщиною (1:6) та з Англією (0:0) і у першому матчі забив єдиний гол болгар на тому турнірі і загалом перший в історії чемпіонатів світу.
Загалом протягом кар'єри у національній команді, яка тривала 9 років, провів у її формі 14 матчів, забивши 1 гол.

## Особисте життя
Його батьком був видатний болгарський воротар Апостол Соколов, який був відомимноватором, який першим став залишати лінію воріт, що в подальшому стало нормою для футбольних воротарів
Помер Георгій 27 червня 2002 року на 61-му році життя.

## Титули і досягнення
- Чемпіон Болгарії (2):

«Левскі»: 1964-65, 1967-68
- Володар Кубка Болгарії (2):

«Левскі»: 1958-59, 1966-67
- Чемпіон Європи (U-18): 1959